# Andrzej (Kładijew)
Andrzej, imię świeckie Aleksandr Iwanowicz Kładijew (ur. 8 marca 1979) – duchowny Rosyjskiej Prawosławnej Cerkwi Staroobrzędowej, od 2018 biskup samarski i saratowski. 

## Życiorys
Święcenia kapłańskie przyjął w Rosyjskim Kościele Prawosławnym. W 2011 przeszedł do Cerkwi staroobrzędowej. Chirotonię biskupią otrzymał 21 października 2018.